# Giuseppe Figoni
Giuseppe Figoni (Farini, 1892 – Parigi, 1978) è stato un imprenditore e designer italiano naturalizzato francese, fondatore della carrozzeria francese Figoni & Falaschi.

## Biografia
Giuseppe Figoni nasce a Le Moline, una frazione del comune di Farini, in provincia di Piacenza. La famiglia, di umili origini, si vide costretta ad emigrare in Francia nel 1900, quando il piccolo Giuseppe aveva solo 8 anni, per cercare fortuna oltreconfine. In realtà i tentativi della famiglia Figoni valsero a poco e le risorse si assottigliarono a tal punto da costringere la famiglia a far lavorare anche il piccolo Giuseppe. Quest'ultimo cominciò a fare pratica presso una carrozzeria e dimostrò subito una grande tenacia e voglia di fare.
Fin da giovanissimo, Giuseppe Figoni si trovò ad avere a che fare con incarichi di notevole importanza e responsabilità.
Nel 1906 lavorava presso la carrozzeria Vachet quando progettò una nuova carrozza con telaio in alluminio. Doveva ormai essere un esperto molto considerato, nonostante i suoi 16 anni di età, se l'azienda decise di adottare i suoi suggerimenti per una carrozza destinata nientemeno che al Re Alfonso di Spagna, consegnata due anni dopo e poi prodotta in piccola serie.

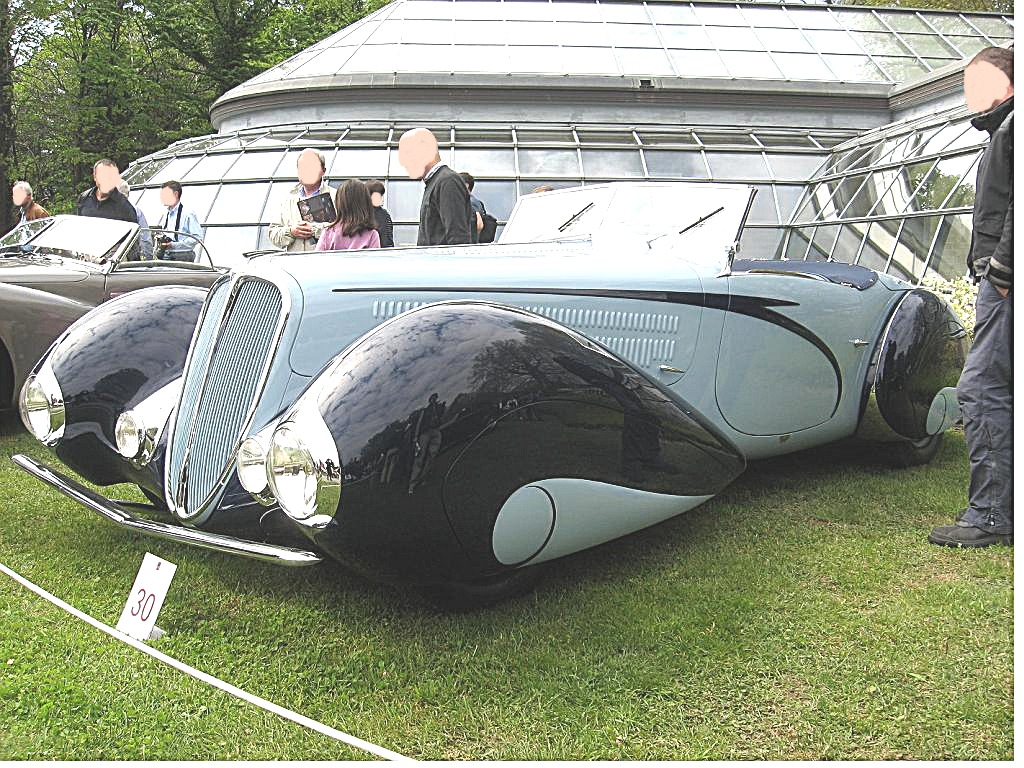
Una Delahaye 135 M Roadster realizzata da Figoni con i caratteristici parafanghi goutte d'eau

Passarono diversi altri anni trascorsi in carrozzeria come dipendente. Nel 1923, Giuseppe Figoni si mise in proprio fondando una sua carrozzeria. I primi tempi non erano facili: il successo stentava ad arrivare e la carrozzeria doveva ancora trovare una sua identità. I lavori più significativi di quel primo periodo si ebbero nella prima metà degli anni trenta. In quegli anni Giuseppe Figoni strinse amicizia con Ovidio Falaschi, altro italiano (questa volta fiorentino) trapiantato in Francia, esperto nel ramo commerciale ed appassionato di automobili. 

Nel 1935 Giuseppe Figoni accolse il Falaschi nella sua azienda in qualità di socio e direttore commerciale. Furono questi gli anni migliori per la carrozzeria italo-francese, che finalmente poté cominciare a svettare sulle altre per il suo personalissimo stile, fatto di forme flessuose ed estremamente aerodinamiche, definite flamboyant o goutte d'eau per la particolare forma dei parafanghi che coprivano quasi completamente le ruote. 

Dopo la Seconda guerra mondiale, però, i tempi cambiarono, poiché le gravi condizioni economiche rendevano molto rare le richieste da parte della clientela. 

Tra la fine degli anni quaranta, dopo il ritorno in Italia di Falaschi,  e l'inizio e il decennio seguente, la Figoni si dedicò a sporadiche realizzazioni su base SIMCA,  Renault e Citroën. 

Nel 1955 presentò per l'ultima volta le sue proposte al Salone di Parigi e si ritirò dal lavoro, limitandosi al ruolo di consulente nell'officina lasciata in gestione al figlio e alla figlia. 

### Vita privata
Trascorse i suoi ultimi anni in frequenti periodi di risposo nella casa natale, sull'Appennino piacentino, che aveva acquistata e restaurata. 

### Onorificenze
Nel 1975 il presidente francese Valéry Giscard d'Estaing gli conferì il titolo di cavaliere dell'Ordre national du mérite, in riconoscimento della sua opera lavorativa. 

### Morte
Giuseppe Figoni morì a Parigi nel 1978.